# Giải vô địch bóng đá U-16 ASEAN 2024
Giải vô địch bóng đá U-16 ASEAN 2024 (tiếng Anh: 2024 ASEAN U-16 Boys Championship) là mùa giải thứ 19 của Giải vô địch bóng đá U-16 Đông Nam Á, giải đấu bóng đá thường niên dành cho lứa tuổi dưới 16 do Liên đoàn bóng đá ASEAN (AFF) tổ chức, và là mùa giải đầu tiên dưới tên gọi mới Giải vô địch bóng đá U-16 ASEAN. Giải đấu lần này diễn ra tại Indonesia, ban đầu được ấn định từ ngày 17 tháng 6 đến ngày 29 tháng 6 năm 2024, sau đó chuyển sang các ngày từ 21 tháng 6 đến ngày 3 tháng 7 theo yêu cầu của nước chủ nhà. Các cầu thủ tham dự giải là các cầu thủ sinh vào hoặc sau ngày 1 tháng 1 năm 2008.

## Các đội tuyển tham dự
Giải đấu này không có vòng loại, tất cả các đội tuyển tham dự đều được vào vòng chung kết. 12 đội tuyển sau đây đến từ các hiệp hội thành viên của Liên đoàn bóng đá Đông Nam Á đã tham dự giải đấu.
| Đội tuyển   | Hiệp hội         | Tham dự | Thành tích tốt nhất lần trước                              |
| ----------- | ---------------- | ------- | ---------------------------------------------------------- |
| Úc          | LĐBĐ Úc          | 9 lần   | Vô địch (2008, 2016)                                       |
| Brunei      | HHBĐ Brunei      | 10 lần  | Vòng bảng (2002, 2007, 2013, 2015, 2016, 2017, 2018, 2019) |
| Campuchia   | LĐBĐ Campuchia   | 12 lần  | Hạng tư (2016)                                             |
| Indonesia   | HHBĐ Indonesia   | 12 lần  | Vô địch (2018, 2022)                                       |
| Lào         | LĐBĐ Lào         | 12 lần  | Á quân (2002, 2007, 2011)                                  |
| Malaysia    | HHBĐ Malaysia    | 13 lần  | Vô địch (2013, 2019)                                       |
| Myanmar     | LĐBĐ Myanmar     | 13 lần  | Vô địch (2002, 2005)                                       |
| Philippines | LĐBĐ Philippines | 10 lần  | Vòng bảng (2002, 2011, 2013, 2015, 2016, 2017, 2018, 2019) |
| Singapore   | HHBĐ Singapore   | 12 lần  | Hạng tư (2008, 2011)                                       |
| Thái Lan    | HHBĐ Thái Lan    | 12 lần  | Vô địch (2007, 2011, 2015)                                 |
| Đông Timor  | LĐBĐ Đông Timor  | 9 lần   | Hạng ba (2010)                                             |
| Việt Nam    | LĐBĐ Việt Nam    | 3 lần   | Vô địch (2006, 2010, 2017)                                 |

## Bốc thăm
Lễ bốc thăm giải đấu được tổ chức vào lúc 14:00 (GMT+07:00) ngày 30 tháng 5 năm 2024 tại SCTV Tower ở Jakarta, Indonesia. Vị trí hạt giống của mỗi đội tuyển được xác định dựa trên kết quả của giải đấu lần trước.
| Nhóm 1                              | Nhóm 2                   | Nhóm 3                               | Nhóm 4                  |
| ----------------------------------- | ------------------------ | ------------------------------------ | ----------------------- |
| Indonesia (H) · Việt Nam · Thái Lan | Myanmar · Lào · Malaysia | Đông Timor · Campuchia · Philippines | Úc · Singapore · Brunei |

- (H): Chủ nhà

## Địa điểm
Vào tháng 5 năm 2024, Liên đoàn bóng đá Đông Nam Á chính thức công bố 2 địa điểm tổ chức giải đấu được đặt tại Surakarta, Trung Java.
| Surakarta            | Surakarta              |
| -------------------- | ---------------------- |
| Sân vận động Manahan | Sân vận động Sriwedari |
| Sức chứa: 20.000     | Sức chứa: 3.000        |
|                      |                        |
| Surakarta            |                        |

## Trọng tài
Các trọng tài sau đây đã được lựa chọn cho giải đấu
Trọng tài
- Khin Ouseyha
- Du Jianxin
- Poon Chun Kit
- Ryan Nanda Saputra
- Koji Takasaki
- Kamil Zakaria Ismail
- Muhammad Zulfiqar
- Clarence Leow Hong Wei
- Warintorn Sassadee
- Lê Vũ Linh
- Nguyễn Mạnh Hải

Trợ lý trọng tài
- Faisal Ali
- Nurhadi Sulchan
- Azizul Alimmudin Hanafiah
- Akbar Jamaluddin
- Tomoyuki Umeda
- Faisal Nasser Alqahtani
- Farhan Abdul Aziz
- Zayar Maung
- Nophuan Apichit
- Nguyễn Lâm Minh Đăng

## Đội hình
Các cầu thủ sinh từ ngày 1 tháng 1 năm 2008 trở về sau có đủ điều kiện để tham dự giải đấu. Mỗi đội tuyển phải đăng kỹ một đội hình gồm 23 cầu thủ, với ít nhất ba trong số đó là thủ môn.

## Vòng bảng

### Bảng A
| VT | Đội           | ST | T | H | B | BT | BB | HS  | Đ | Giành quyền tham dự     |
| -- | ------------- | -- | - | - | - | -- | -- | --- | - | ----------------------- |
| 1  | Indonesia (H) | 3  | 3 | 0 | 0 | 12 | 1  | +11 | 9 | Vòng đấu loại trực tiếp |
| 2  | Lào           | 3  | 2 | 0 | 1 | 6  | 7  | −1  | 6 |                         |
| 3  | Singapore     | 3  | 1 | 0 | 2 | 5  | 5  | 0   | 3 |                         |
| 4  | Philippines   | 3  | 0 | 0 | 3 | 0  | 10 | −10 | 0 |                         |

| Lào                                                    | 3–0      | Philippines |
| ------------------------------------------------------ | -------- | ----------- |
| - Daophahad 39' - Fabela 49' (l.n.) - Vongdeuan 90+10' | Chi tiết |             |

| Indonesia                                        | 3–0      | Singapore |
| ------------------------------------------------ | -------- | --------- |
| - Mierza 39' - Evandra 59' (ph.đ.) - Alberto 86' | Chi tiết |           |

| Singapore          | 1–2      | Lào                                   |
| ------------------ | -------- | ------------------------------------- |
| - Andy 11' (ph.đ.) | Chi tiết | - Phayak 19' (ph.đ.) - Bounpaseut 56' |

| Philippines | 0–3      | Indonesia                         |
| ----------- | -------- | --------------------------------- |
|             | Chi tiết | - Evandra 65' - Mierza 71', 90+2' |

| Indonesia                                                                              | 6–1      | Lào                 |
| -------------------------------------------------------------------------------------- | -------- | ------------------- |
| - Zahaby 24' (ph.đ.) - Sayyavath 30' (l.n.) - Josh 37', 61' - Panji 45+3' - Mierza 79' | Chi tiết | - Phayak 7' (ph.đ.) |

| Philippines | 0–4      | Singapore                                   |
| ----------- | -------- | ------------------------------------------- |
|             | Chi tiết | - Harith 16' - Helmi 66' - Rae Peh 82', 85' |

### Bảng B
| VT | Đội       | ST | T | H | B | BT | BB | HS  | Đ | Giành quyền tham dự     |
| -- | --------- | -- | - | - | - | -- | -- | --- | - | ----------------------- |
| 1  | Việt Nam  | 3  | 2 | 1 | 0 | 21 | 2  | +19 | 7 | Vòng đấu loại trực tiếp |
| 2  | Campuchia | 3  | 2 | 1 | 0 | 9  | 2  | +7  | 7 |                         |
| 3  | Myanmar   | 3  | 1 | 0 | 2 | 10 | 8  | +2  | 3 |                         |
| 4  | Brunei    | 3  | 0 | 0 | 3 | 1  | 29 | −28 | 0 |                         |

| Việt Nam | 15–0     | Brunei |
| --- | -------- | ------ |
| - Nguyễn Việt Long 17', 22', 40' - Đậu Hồng Phong 33', 49' - Nguyễn Thái Hiếu 37', 84' - Trần Gia Bảo 43' (ph.đ.) - Nguyễn Văn Bách 52' - Nguyễn Thiên Phú 58' - Trần Thanh Bình 66', 87', 88' - Nguyễn Hồng Quang 68' - Chu Ngọc Nguyễn Lực 90+5' | Chi tiết |        |

| Myanmar             | 1–2      | Campuchia         |
| ------------------- | -------- | ----------------- |
| - Nyi Nyi Thant 25' | Chi tiết | - Daro 75', 90+3' |

| Brunei                | 1–8      | Myanmar |
| --------------------- | -------- | --- |
| - Faris 90+7' (ph.đ.) | Chi tiết | - Kyaw Thiha 7', 27' - Thura Min Thant 8', 23' - Nyan Aung 9' - Kyaw Nyi Nyi 18' - Myo Nanda Aung 34', 56' |

| Campuchia   | 1–1      | Việt Nam               |
| ----------- | -------- | ---------------------- |
| - Vreak 62' | Chi tiết | - Nguyễn Việt Long 57' |

| Việt Nam                                                                                    | 5–1      | Myanmar             |
| ------------------------------------------------------------------------------------------- | -------- | ------------------- |
| - Nguyễn Thái Hòa 18', 26' - Bùi Duy Đăng 66' - Nguyễn Thái Hiếu 71' - Nguyễn Việt Long 81' | Chi tiết | - Nyi Nyi Thant 40' |

| Campuchia                                                                                          | 6–0      | Brunei |
| -------------------------------------------------------------------------------------------------- | -------- | ------ |
| - Ovanda 4' (ph.đ.) - Adrian M. 12' (l.n.) - Mohamatsorles 16' - Daro 58' - Gitong 66' - Visal 83' | Chi tiết |        |

### Bảng C
| VT | Đội        | ST | T | H | B | BT | BB | HS  | Đ | Giành quyền tham dự     |
| -- | ---------- | -- | - | - | - | -- | -- | --- | - | ----------------------- |
| 1  | Úc         | 3  | 2 | 1 | 0 | 14 | 0  | +14 | 7 | Vòng đấu loại trực tiếp |
| 2  | Thái Lan   | 3  | 2 | 1 | 0 | 9  | 1  | +8  | 7 | Vòng đấu loại trực tiếp |
| 3  | Malaysia   | 3  | 1 | 0 | 2 | 6  | 5  | +1  | 3 |                         |
| 4  | Đông Timor | 3  | 0 | 0 | 3 | 0  | 23 | −23 | 0 |                         |

| Thái Lan | 0–0      | Úc |
| -------- | -------- | -- |
|          | Chi tiết |    |

| Malaysia                                                 | 5–0      | Đông Timor |
| -------------------------------------------------------- | -------- | ---------- |
| - Izzuddin 35' - Fahmi 55' - Awal 66', 89' - Arayyan 78' | Chi tiết |            |

| Úc                            | 2–0      | Malaysia |
| ----------------------------- | -------- | -------- |
| - Tatu 45+5' - Williams 90+5' | Chi tiết |          |

| Đông Timor | 0–6      | Thái Lan                                                       |
| ---------- | -------- | -------------------------------------------------------------- |
|            | Chi tiết | - Jompon 21', 28', 38', 90+3' - Natthakit 25' - Phanuphong 82' |

| Thái Lan                                                  | 3–1      | Malaysia   |
| --------------------------------------------------------- | -------- | ---------- |
| - Jompon 74' (ph.đ.) - Siwakorn 76' - Poramet 89' (ph.đ.) | Chi tiết | Izzudin 4' |

| Đông Timor | 0–12     | Úc |
| ---------- | -------- | --- |
|            | Chi tiết | - J. Houridis 6', 23' - Didulica 8', 57', 78', 80' - Alfaro 47' - MacNicol 51', 58' (ph.đ.), 63', 89' - Graoroski 54' |

### Xếp hạng các đội nhì bảng đấu
Đội nhì bảng tốt nhất trong ba bảng đấu lọt vào vòng đấu loại trực tiếp.
| VT | Bg | Đội       | ST | T | H | B | BT | BB | HS | Đ | Giành quyền tham dự     |
| -- | -- | --------- | -- | - | - | - | -- | -- | -- | - | ----------------------- |
| 1  | C  | Thái Lan  | 3  | 2 | 1 | 0 | 9  | 1  | +8 | 7 | Vòng đấu loại trực tiếp |
| 2  | B  | Campuchia | 3  | 2 | 1 | 0 | 9  | 2  | +7 | 7 |                         |
| 3  | A  | Lào       | 3  | 2 | 0 | 1 | 6  | 7  | −1 | 6 |                         |

## Vòng đấu loại trực tiếp
Trong vòng đấu loại trực tiếp, loạt sút luân lưu được sử dụng để xác định đội thắng nếu cần thiết. Trợ lý trọng tài video (VAR) sẽ lần đầu tiên được áp dụng tại giải đấu kể từ giai đoạn này trở đi.

### Sơ đồ
|  | Bán kết               | Bán kết |                       |       | Chung kết | Chung kết |
|  |                       |         |                       |       |           |           |
|  | 1 tháng 7 – Surakarta |         |                       |       |           |           |
|  |                       |         |                       |       |           |           |
|  | Việt Nam              | 1       |                       |       |           |           |
|  | Việt Nam              | 1       | 4 tháng 7 – Surakarta |       |           |           |
|  | Thái Lan              | 2       |                       |       |           |           |
|  | Thái Lan              | 2       | Thái Lan              | 1 (7) |           |           |
|  | 1 tháng 7 – Surakarta |         | Thái Lan              | 1 (7) |           |           |
|  |                       | Úc      | 1 (8)                 |       |           |           |
|  | Indonesia             | Úc      | 1 (8)                 | 3     |           |           |
|  | Indonesia             |         |                       | 3     |           |           |
|  | Úc                    | 5       |                       |       |           |           |
|  | Úc                    | 5       | Tranh hạng ba         |       |           |           |
|  |                       |         |                       |       |           |           |
|  | 4 tháng 7 – Surakarta |         |                       |       |           |           |
|  |                       |         |                       |       |           |           |
|  | Việt Nam              | 0       |                       |       |           |           |
|  | Việt Nam              | 0       |                       |       |           |           |
|  | Indonesia             | 5       |                       |       |           |           |

### Bán kết
| Việt Nam                     | 1–2      | Thái Lan                        |
| ---------------------------- | -------- | ------------------------------- |
| - Đậu Hồng Phong 52' (ph.đ.) | Chi tiết | - Phuriphan 61' - Chaiwat 90+3' |

| Indonesia                      | 3–5      | Úc                                                   |
| ------------------------------ | -------- | ---------------------------------------------------- |
| - Gholy 3', 45+5' - Josh 90+3' | Chi tiết | - Tatu 23', 66' - MacNicol 45+2' - Didulica 70', 86' |

### Tranh hạng ba
| Việt Nam | 0–5      | Indonesia                                         |
| -------- | -------- | ------------------------------------------------- |
|          | Chi tiết | - Gholy 45', 78' - Zaidan 45+4' - Daniel 76', 82' |

### Chung kết
| Thái Lan                                                                                               | 1–1      | Úc                                                                                          |
| --- | -------- | ------------------------------------------------------------------------------------------- |
| - Poramet 33'                                                                                          | Chi tiết | - MacNicol 45+3'                                                                            |
| Loạt sút luân lưu                                                                                      |          |                                                                                             |
| - Poramet - Phuriphan - Phanuphong - Supakorn - Natthakit - Kittipob - Chaiwat - Siwakorn - Chatchawas | 7–8      | - Alfaro - MacNicol - Maltz - Didulica - Eames - Pullella - Garbowski - Kutleshi - Necovski |

## Thống kê

### Vô địch
| Vô địch Giải vô địch bóng đá U-16 ASEAN 2024 |
| -------------------------------------------- |
| · Úc · Lần thứ 3                             |

### Các giải thưởng
Các giải thưởng dưới đây đã được trao sau khi giải đấu kết thúc:
| Cầu thủ xuất sắc nhất | Vua phá lưới                    | Thủ môn xuất sắc nhất |
| --------------------- | ------------------------------- | --------------------- |
| Zahaby Gholy          | Anthony Didulica Quinn MacNicol | Supakorn Poonpol      |

### Cầu thủ ghi bàn
Đã có 111 bàn thắng ghi được trong 22 trận đấu, trung bình 5.05 bàn thắng mỗi trận đấu.
6 bàn thắng
- Anthony Didulica
- Quinn MacNicol

5 bàn thắng
- Nguyễn Việt Long
- Jompon Homboonma
- Zahaby Gholy

4 bàn thắng
- Mierza Firjatullah

3 bàn thắng
- Đậu Hồng Phong
- Nguyễn Thái Hiếu
- Trần Thanh Bình
- Thach Daro
- Josh Holong
- Amlani Tatu

2 bàn thắng
- James Houridis
- Daniel Alfrido
- Evandra Florasta
- Phayak Siphanom
- Awal Wafiy
- Izzuddin Afif
- Kyaw Thiha
- Thura Min Thant
- Myo Nanda Aung
- Nyi Nyi Thant
- Rae Peh Jun Wen
- Poramet Laoongdi
- Nguyễn Thái Hòa

1 bàn thắng
- Nickolas Alfaro
- Jordan Graoroski
- Rhys Williams
- Faris Fadhillah
- Doeun Gitong
- Kea Visal
- Noem Ovanda
- Phan Vreak
- Seth Mohamatsorles
- Alberto Hengga
- Dafa Zaidan
- Putu Panji
- Bounpaseut Sengsavang
- Daophahad Kamkasomphou
- Vongdeuan Soulibanh
- Fahmi Farizamal
- Arayyan Hakeem
- Nyan Aung
- Kyaw Nyi Nyi
- Andy Reefdy
- Harith Danish
- Helmi Shahrol
- Chaiwat Ngoenma
- Natthakit Phosri
- Phanuphong Wan-on
- Phuriphan Phothong
- Siwakorn Ponsan
- Bùi Duy Đăng
- Chu Ngọc Nguyễn Lực
- Nguyễn Hồng Quang
- Nguyễn Thiên Phú
- Trần Gia Bảo
- Nguyễn Văn Bách

1 bàn phản lưới nhà
- Adrian Marvel Erni (trong trận gặp Campuchia)
- Sayyavath Vansavath (trong trận gặp Indonesia)
- Sambalod Fabela (trong trận gặp Lào)

### Bảng xếp hạng giải đấu
| VT | Đội           | ST | T | H | B | BT | BB | HS  | Đ  | Kết quả chung cuộc  |
| -- | ------------- | -- | - | - | - | -- | -- | --- | -- | ------------------- |
| 1  | Úc            | 5  | 3 | 2 | 0 | 20 | 4  | +16 | 11 | Vô địch             |
| 2  | Thái Lan      | 5  | 3 | 2 | 0 | 12 | 3  | +9  | 11 | Á quân              |
| 3  | Indonesia (H) | 5  | 4 | 0 | 1 | 20 | 6  | +14 | 12 | Hạng ba             |
| 4  | Việt Nam      | 5  | 2 | 1 | 2 | 22 | 9  | +13 | 7  | Hạng tư             |
|    |               |    |   |   |   |    |    |     |    |                     |
| 5  | Campuchia     | 3  | 2 | 1 | 0 | 9  | 2  | +7  | 7  | Bị loại ở vòng bảng |
| 6  | Lào           | 3  | 2 | 0 | 1 | 6  | 7  | −1  | 6  | Bị loại ở vòng bảng |
| 7  | Myanmar       | 3  | 1 | 0 | 2 | 10 | 8  | +2  | 3  | Bị loại ở vòng bảng |
| 8  | Malaysia      | 3  | 1 | 0 | 2 | 6  | 5  | +1  | 3  | Bị loại ở vòng bảng |
| 9  | Singapore     | 3  | 1 | 0 | 2 | 5  | 5  | 0   | 3  | Bị loại ở vòng bảng |
| 10 | Philippines   | 3  | 0 | 0 | 3 | 0  | 10 | −10 | 0  | Bị loại ở vòng bảng |
| 11 | Đông Timor    | 3  | 0 | 0 | 3 | 0  | 23 | −23 | 0  | Bị loại ở vòng bảng |
| 12 | Brunei        | 3  | 0 | 0 | 3 | 1  | 29 | −28 | 0  | Bị loại ở vòng bảng |